# Bombina pachypus
Bombina pachypus és una espècie d'amfibi anur de la família Bombinatoridae que viu a Itàlia.
Està amenaçada d'extinció per la pèrdua del seu hàbitat natural.